# 산돌커뮤니케이션
산돌커뮤니케이션은 산돌의 지주회사이다.
1984년 국내 최초의 디지털 글꼴인 폰트 개발사로 창업하였으며, 네이버, 구글, 애플, 삼성전자 등 기업을 위한 브랜드 전용폰트와 다양한 산돌 자체 폰트들을 개발하였다. 2018년 11월, 사업 확장을 위하여 산돌커뮤니케이션은 모회사인 산돌커뮤니케이션과 자회사인 주식회사 산돌로 법인을 분할하였고, 기존의 폰트 관련 사업들은 주식회사 산돌로 이전하여 운영하고 있다.

## 관계사
- 산돌 : 서울시 성동구 아차산로 17길 49 성수생각공장 6층
- 산돌티움 : 서울 종로구 창경궁로26길 28-3